# Einar Widmark
Einar Olof Widmark, född 17 juli 1872 i Luleå, död 4 februari 1951 i Linköping, var en svensk militär. Han var son till Henrik Adolf Widmark.
Widmark avlade studentexamen i Karlstad 1891, underlöjtnant vid Värmlands fältjägarkår 1894, transporterades till Vaxholms grenadjärregemente 1902, blev major vid Västernorrlands regemente 1918 och erhöll avsked 1922. Han var justerare i Gävleborgs län 1899–1911, i Kalmar län 1922–1925 och innehade därefter motsvarande tjänst i Östergötlands län.
Widmark ingick 1900 äktenskap med sin kusin Signe Ulrika Widmark (1873–1961, dotter till Olof Widmark), och blev med henne far till ingenjör Carl Olof Henrik (1902–1965), författaren Karin Ulrika (1903–1987) och läkaren Erik Einar Widmark (1905–1941).
Einar Widmark är begravd på Västra kyrkogården i Karlstad tillsammans med sin hustru.

Utmärkelser 
Riddare av Kungl. Svärdsorden 1915
Riddare av Kungl. Vasaorden 1942